# InstallShield
InstallShield — система создания инсталляторов и пакетов программного обеспечения для Microsoft Windows и Linux с закрытыми исходными кодами.

## Предназначение
Программный инструмент используется главным образом для установки программного обеспечения для Microsoft Windows, как на десктопные, так и серверные платформы, а также может быть использован для управления приложениями на различных портативных и мобильных устройствах.
Версия InstallShield 2011 была выпущена на рынок 19 августа 2010 года, она получила поддержку Windows 7, Windows Server 2008 R2, MSI 5, и являлась единственной установкой для поддержки Microsoft Application Virtualization, которая широко использует формат виртуализации приложений. Поддержка Visual Studio 2010, .NET Framework 4, интеграция с Team Foundation Server Build для компиляции и сборки проектов. Улучшенная поддержка 64-битных приложений.
Версия InstallShield 2015 получила поддержку Windows 10. В SP1 было введено исправление данной поддержки. Также, в версии 2015 года была введена поддержка Visual Studio 2015 и использование цифровых сертификатов с SHA-256. В SP1 была введена поддержка Microsoft App-V 5.1 и .NET Framework 4.6.

## История
Утилита была создана в 1992 году в Stirling Technologies, основанной двумя программистами Viresh Bhatia и Риком Харольдом (англ. Rick Harold). Позднее Stirling Technologies была переименована в InstallShield Corp и работала под этим названием вплоть до 2004 года, пока Macrovision (в июле 2009 года компания сменила своё название на Rovi Corporation) не приобрела на неё права. 1 апреля 2008 года компания Macrovision (в том числе и бренд InstallShield) была продана частной инвестиционной компании Thoma Cressey Bravo, образовав новую компанию под названием Acresso Software Corporation. В октябре 2009 Acresso Software Corporation анонсировала себе новое название Flexera Software. В 2022 году Flexera Software переименована в Revenera.